# Manufactured Landscapes
Manufactured Landscapes is een documentaire over het werk van de Canadese fotograaf Edward Burtynsky. Burtynsky fotografeert enkel en alleen industrielandschappen. De documentaire is geregisseerd door Jennifer Baichwal.

## Onderwerpen
In de film komen de volgende landschappen aan de orde:
- Fabrieken in China
- Vuil en recycling in China
- Steenkoolindustrie in China
- De Drieklovendam in China
- Scheepsbouw in China
- Scheepssloop in Bangladesh
- Mijnen over de hele wereld
- De verandering in de oude buurten van Shanghai

## Prijzen
de film heeft tot nu toe de volgende prijzen in de wacht gesleept:
- Beste documentaire – 2007 Genie Awards
- Beste Canadese film – Toronto International Film Festival
- Beste Canadese film & beste documentaire - Toronto Film Critics Association Awards
- Genomineerd voor Grand Jury Prize - 2007 Sundance Film Festival